# Seungko Mulat
Seungko Mulat is een bestuurslaag in het regentschap Aceh Besar van de provincie Atjeh, Indonesië. Seungko Mulat telt 414 inwoners (volkstelling 2010).